# Ignacio Herrero Garralda
Ignacio Herrero Garralda (Madrid, 22 de abril de 1913-Madrid,10 de octubre de 1999) fue un banquero e industrial español. Llegó a ostentar puestos de responsabilidad en diversas empresas.

## Biografía
Nació en Madrid en 1913, en el seno de una familia acomodada. Era nieto de Policarpo Herrero, fundador del Banco Herrero, e hijo de Ignacio Herrero de Collantes, que llegó a ostentar la presidencia de varias empresas.  Cursó estudios universitarios en Madrid y Oxford durante la década de 1930.
Continuó la tradición familiar y desde joven ostentó puestos de responsabilidad en el Banco Herrero, del que llegaría a ser vicepresidente y presidente. Fue también consejero del Banco Urquijo y del Banco Hispano Americano. A lo largo de su carrera profesional llegó a ser miembro del consejo de administración de numerosas empresas, como la Sociedad Metalúrgica Duro Felguera, la Sociedad Industrial Asturiana Santa Bárbara, el Ferrocarril de Langreo, la Hidroeléctrica del Cantábrico o la Unión Española de Explosivos. Tras la creación del grupo Unión Explosivos Río Tinto (ERT), en 1970, se convirtió en presidente del mismo. Se mantuvo en este puesto hasta su dimisión en 1982, cuando el grupo ERT atravesaba una complicada situación financiera.

## Condecoraciones
Fue condecorado con la Gran Cruz del Mérito Naval y la Gran Cruz del Mérito Civil. Le nombraron académico de honor de la Real Academia de Medicina de Asturias y León, además de Doctor honoris causa por la Universidad de Oviedo.